# Bilek István
Bilek István (Budapest, 1932. augusztus 11. – Budapest, 2010. március 20.) nemzetközi sakknagymester, kétszeres ezüst és bronzérmes sakkolimpikon, háromszoros magyar bajnok (1963, 1965, 1970), mesteredző és szakíró.

## Pályafutása
Bilek István a sakkmesteri címet 1952-ben, az edzői oklevelet 1953-ban szerezte meg. 1957-ben lett nemzetközi mester, 1962-ben nagymester.
Háromszor nyert magyar bajnokságot (1963, 1965, 1970). 1957-ben Benkő Pállal holtversenyben a 2–3., 1958-ban a 4–5., 1959-ben a 4., 1961-ben a 4–6., 1962-ben a 4–5., 1968-ban a 3–5. helyen végzett.

### Eredményei csapatban
Kilencszer képviselte Magyarországot sakkolimpián (a csapat tagjaként és egyéni teljesítményével is egyaránt 2 ezüst- és 1 bronzérmet szerzett). Egyszer volt a férfi olimpiai sakkcsapat szövetségi kapitánya, 1980-ban, és az 1978-ban olimpiát nyert magyar válogatott szekundása volt.
| Év   | Olimpia         | Helyszín               | Tábla | Győzelem | Vereség | Döntetlen | %    | Helyezés egyéni | Helyezés csapat |
| 1958 | 13. sakkolimpia | München ( NSZK)        | 4.    | 4        | 1       | 6         | 63,6 | 7.              | 13.             |
| 1960 | 14. sakkolimpia | Lipcse ( NDK)          | 4.    | 6        | 3       | 6         | 60   | 11.             | 4.              |
| 1962 | 15. sakkolimpia | Várna ( Bulgária)      | 3.    | 7        | 1       | 6         | 71,4 | Ezüstérem       | 5.              |
| 1964 | 16. sakkolimpia | Tel-Aviv ( Izrael)     | 3.    | 5        | 1       | 7         | 65,4 | 10.             | 4.              |
| 1966 | 17. sakkolimpia | Havanna ( Kuba)        | 3.    | 8        | 0       | 7         | 76,7 | Bronzérem       | Bronzérem       |
| 1968 | 18. sakkolimpia | Lugano ( Svájc)        | 3.    | 3        | 3       | 5         | 50   |                 | 6.              |
| 1970 | 19. sakkolimpia | Siegen ( NSZK)         | 3.    | 4        | 1       | 6         | 63,6 | 10.             | Ezüstérem       |
| 1972 | 20. sakkolimpia | Szkopje ( Jugoszlávia) | 2.    | 7        | 0       | 9         | 71,9 | Ezüstérem       | Ezüstérem       |
| 1974 | 21. sakkolimpia | Nizza ( Franciaország) | 2.    | 8        | 1       | 6         | 73,3 | 6.              | 6.              |

Négyszer (1961, 1965, 1970, 1973) szerepelt a magyar válogatottban a sakkcsapat Európa-bajnokságon, amelyeken csapatban 1 ezüst és 3 bronz, egyéniben két ezüst és egy bronzérmet szerzett.
Két alkalommal volt tagja a Főiskolai világbajnokságon szereplő magyar válogatottnak, amely 1956-ban ezüst, 1959-ben bronzérmet szerzett.
Három alkalommal (1954, 1955, 1956) szerepelt a Triennálé Kupán a magyar válogatottban, amellyel 1955-ben és 1956-ban első helyezést ért el, emellett mindhárom alkalommal a tábláján az egyéni legjobb eredményt érte el.

### Kiemelkedő versenyeredményei
- 1-2. helyezés: Asztalos Lajos emlékverseny, Balatonfüred (1960)[18]
- 2. helyezés: Bukarest (1961)[19]
- 1-4. helyezés: Reggio Emilia (1964/65)[20]
- 2. helyezés: Világbajnokjelölti zónaverseny, Hága (1966)[21]
- 1. helyezés: Asztalos Lajos emlékverseny, Salgótarján (1967)[22]
- 2-3. helyezés: Bukarest (1968)[23]
- 2-4. helyezés: Asztalos emlékverseny, Zalaegerszeg (1969)[24]
- 1-2. helyezés: Budapest bajnokság (1970), Portisch Ferenccel holtversenyben
- 1-2. helyezés: Maróczy Géza emlékverseny, Debrecen (1970)[25]
- 2-3. helyezés: Rilton-kupa, Stockholm (1973)[26]
- 1-5. helyezés: Eksjö (1974)[27]
- 2-4. helyezés: Athén (1977)[28]
- 1-2. helyezés: Helsinki (1978)
- 2-4. helyezés: Vrbas (1979)

## Szakírói tevékenysége
1976-tól 1988-ig a Magyar Televízió Sakk-matt című műsorát szerkesztette.
A sportág ismert szakírója volt, legutóbb a Magyar Nemzet sakkrovatát vezette. Barcza Gedeon halála után az ő szerkesztésében jelent meg a Magyar Sakktörténet 3. és 4. kötete.

## Könyvei
- Győzelmünk a sakkolimpián; szerk., Sport, Budapest, 1979, ISBN 963-253-367-4
- Versenyfutás az aranyérmekért: Máltai sakkolimpia 1980; szerk., Sport, Budapest, 1982. ISBN 9632534069 ISBN 9789632534060
- Örökös sakkban, Sport, Budapest, 1987, ISBN 963-09-4543-6
- Bilek István–Bakcsi György–Badacsonyi Sándor: Utazás sakkországba. 1. Marci elindul; Magyar Sakkszövetség–Mozaik, Bp., 1988
- Barcza Gedeon élete és játszmái, Sport, Budapest, 1990. ISBN 9632538242 ISBN 9789632538242
- Magyar sakktörténet 3., Sport, Budapest, 1989. ISBN 963 253 321 6 (3. kötet)
- Örökös sakkban II., Noldex, Budapest, 1993
- Tízezer lépés Morphyval, Veszprémi Nyomda, 1995. ISBN R430519506
- Magyar Sakktörténet 4., Kossuth, Budapest, 1996. (a katalógusokban formailag hibás ISBN-nel szerepel) ISBN 963 09 3849 X (4. kötet), ISBN 963 253 238 4 (összkiadás)
- A második Magyar Sakkszövetség megalakulásától a második világháború végéig, 1922–1944; szerk. Bilek István, Földeák Árpád; Szekszárdi Ny., Szekszárd, 1996
- Örökös sakkban; 2. bőv. kiad.; Kossuth, Bp., 2004

## Díjai, elismerései
- A Magyar Népköztársaság Érdemes Sportolója (1954)[29]
- Szocialista Munkáért Érdemérem (1961) a lipcsei sakkolimpián elért eredményért[30]
- A Magyar Népköztársaság Kiváló Sportolója (1968)[31]
- Magyar Népköztársaság Sportérdemérem ezüst fokozata (1972) a szkopjei sakkolimpián szerzett ezüstéremért[32]
- Sport Érdemérem arany fokozata (1978), a Buenos Airesben rendezett sakkolimpián elért 1. helyezésért.[33]
- Maróczy Géza-díj 1994-ben
- Maróczy-bronzplakett (1994)[34]
- MSZOSZ-díj 1998[35]
- 2012-ben posztumusz megkapta a Magyar Sakkszövetség és a Sakk-kultúráért Alapítvány kuratóriuma által alapított Caissa lovagja kitüntetést.[36]